# دزموند کینگ-هل
دزموند کینگ-هل (انگلیسی: Desmond King-Hele؛ زاده ۳ نوامبر ۱۹۲۷ - درگذشته ۲۵ دسامبر ۲۰۱۹) یک فیزیک‌دان اهل بریتانیا بود.